# Tipula (Vestiplex) walkeriana
Tipula (Vestiplex) walkeriana is een tweevleugelige uit de familie langpootmuggen (Tipulidae). De soort komt voor in het Oriëntaals gebied.